# 波沙加鄉

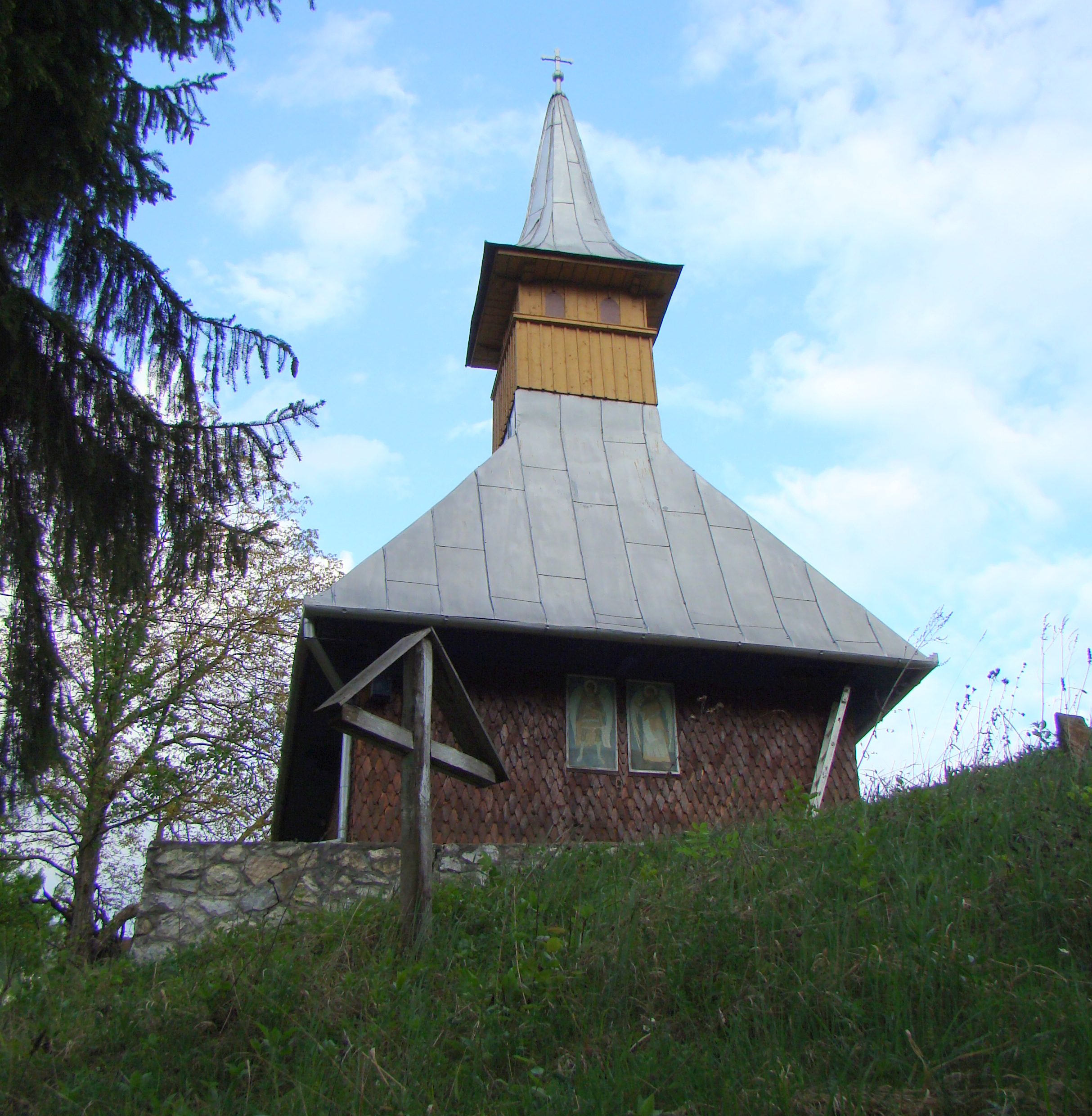
波沙加鄉

46°28′N 23°23′E / 46.467°N 23.383°E
波沙加鄉（羅馬尼亞語：Comuna Poșaga, Alba），是羅馬尼亞的鄉份，位於該國中部，由阿爾巴縣負責管轄，面積136平方公里，海拔高度455米，2011年人口1,048，人口密度每平方公里10人。